# GPR65
GPR65, G protein-spregnuti receptor 65, ili psihozinski receptor, je protein koji je kod čoveka kodiran GPR65 genom.

## Literatura
1. ↑  Kyaw H, Zeng Z, Su K, Fan P, Shell BK, Carter KC, Li Y (1998). „Cloning, characterization, and mapping of human homolog of mouse T-cell death-associated gene”. DNA Cell Biol. 17 (6): 493—500. PMID 9655242. doi:10.1089/dna.1998.17.493.
2. ↑  „Entrez Gene: GPR65 G protein-coupled receptor 65”.

## Dodatna literatura
- Im DS; Heise CE; Nguyen T;  . (2001). „Identification of a molecular target of psychosine and its role in globoid cell formation.”. J. Cell Biol. 153 (2): 429—34. PMC 2169470 . PMID 11309421. doi:10.1083/jcb.153.2.429.
- Strausberg RL; Feingold EA; Grouse LH;  . (2003). „Generation and initial analysis of more than 15,000 full-length human and mouse cDNA sequences.”. Proc. Natl. Acad. Sci. U.S.A. 99 (26): 16899—903. PMC 139241 . PMID 12477932. doi:10.1073/pnas.242603899.
- Heilig R; Eckenberg R; Petit JL;  . (2003). „The DNA sequence and analysis of human chromosome 14.”. Nature. 421 (6923): 601—7. PMID 12508121. doi:10.1038/nature01348.
- Sin WC; Zhang Y; Zhong W;  . (2004). „G protein-coupled receptors GPR4 and TDAG8 are oncogenic and overexpressed in human cancers.”. Oncogene. 23 (37): 6299—303. PMID 15221007. doi:10.1038/sj.onc.1207838.
- Wang JQ; Kon J; Mogi C;  . (2004). „TDAG8 is a proton-sensing and psychosine-sensitive G-protein-coupled receptor.”. J. Biol. Chem. 279 (44): 45626—33. PMID 15326175. doi:10.1074/jbc.M406966200.
- Gerhard DS; Wagner L; Feingold EA;  . (2004). „The status, quality, and expansion of the NIH full-length cDNA project: the Mammalian Gene Collection (MGC).”. Genome Res. 14 (10B): 2121—7. PMC 528928 . PMID 15489334. doi:10.1101/gr.2596504.
- Ishii S, Kihara Y, Shimizu T (2005). „Identification of T cell death-associated gene 8 (TDAG8) as a novel acid sensing G-protein-coupled receptor.”. J. Biol. Chem. 280 (10): 9083—7. PMID 15618224. doi:10.1074/jbc.M407832200.
- Radu CG; Nijagal A; McLaughlin J;  . (2005). „Differential proton sensitivity of related G protein-coupled receptors T cell death-associated gene 8 and G2A expressed in immune cells.”. Proc. Natl. Acad. Sci. U.S.A. 102 (5): 1632—7. PMC 545089 . PMID 15665078. doi:10.1073/pnas.0409415102.